# Cartersville (Georgia)
Cartersville város az USA Georgia államában. Lakosainak száma 23 187 fő (2020. április 1.).

## Népesség
A település népességének változása:

| 2010 | 19 731 |
| 2020 | 23 187 |